# Jessica Polfjärd
Jessica Susanne Zindalai Polfjärd (ur. 27 maja 1971 w Seulu) – szwedzka polityk koreańskiego pochodzenia, parlamentarzystka krajowa, posłanka do Parlamentu Europejskiego IX i X kadencji.

## Życiorys
Urodziła się w Korei Południowej. Została porzucona jako niemowlę, w wieku 9 miesięcy została adoptowana i zamieszkała w Szwecji. Kształciła się w zakresie nauk behawioralnych, pracowała jako młodsza pielęgniarka.
Zaangażowała się w działalność Umiarkowanej Partii Koalicyjnej. Początkowo działała politycznie na gruncie lokalnym w miejscowości Västerås. Była również sekretarzem politycznym w strukturze partii, a w 2011 dołączyła do zarządu krajowego swojego ugrupowania.
W 2006 po raz pierwszy uzyskała mandat posłanki do Riksdagu, reprezentując w nim region administracyjny Västmanland. Z powodzeniem ubiegała się o reelekcję w wyborach w 2010, 2014 i 2018. Od stycznia 2015 do października 2017 pełniła funkcję przewodniczącej frakcji deputowanych Umiarkowanej Partii Koalicyjnej.
W wyborach w 2019 została wybrana na deputowaną do Parlamentu Europejskiego IX kadencji. Z powodzeniem ubiegała się o poselską reelekcję w 2024.